# Коу-Ата
Коу-Ата (Ков-ата́, Кёв-Ата туркм. Köw-ata, Бахарлынское подземное озеро, Бахарденское озеро, устар. Дурун, Коу, Бахарден) — естественное подземное озеро. Название в переводе с туркменского означает «отец пещер». Расположено на территории Туркменистана, в Бахарденской пещере, в 100 километрах от Ашхабада. Является одним из туристических объектов в стране. Общая длина пещеры, в которой расположено озеро — 250 м, самого озера — 75 м, ширина озера 8 м на 23 м, глубина до 12 м (14 м). Температура воды от +33 до +38 °C круглый год.

## Описание

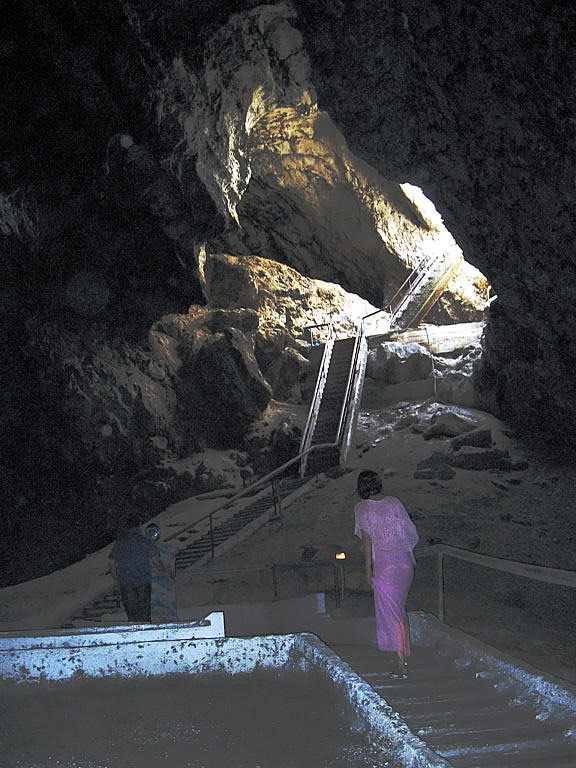
Спуск в пещеру.

Бахарденская пещера относится к числу довольно древних по геологическому возрасту полостей, её нижняя часть в настоящее время наполнена термальными водами. К озеру ведёт длинная подсвечиваемая лестница в 350 ступеней.

## История
Первые научные данные о пещере и подземном озере появились в 1856 году, но широкую известность она получила после публикации в 1896 году заметки в местной печати, в которой сообщалось о том, что благодаря заботе служащих железнодорожной станции Бахарлы для удобства спуска в пещеру установлены деревянные лестницы. С этого времени пещера и озеро стали популярным местом посещения жителями Туркменистана и туристической достопримечательностью.

## Геология
В воде озера содержатся 38 химических элемента: сера, йод, магний, калий, натрий, сульфат, алюминий, бром, железо, сурьма.

## Флора и фауна
Флора и фауна крайне скудны. В пещере обитает небольшая колония летучих мышей, относящиеся к шести видам: обыкновенная, длиннорылая, остроухая, трехцветная ночница, средиземная, южный и большой подковоносы. Из растительности в пещере обнаружены лишь некоторые виды лишайников. Также имеются виды рыб и ракообразных, лишённых зрения.